# 聯和墟

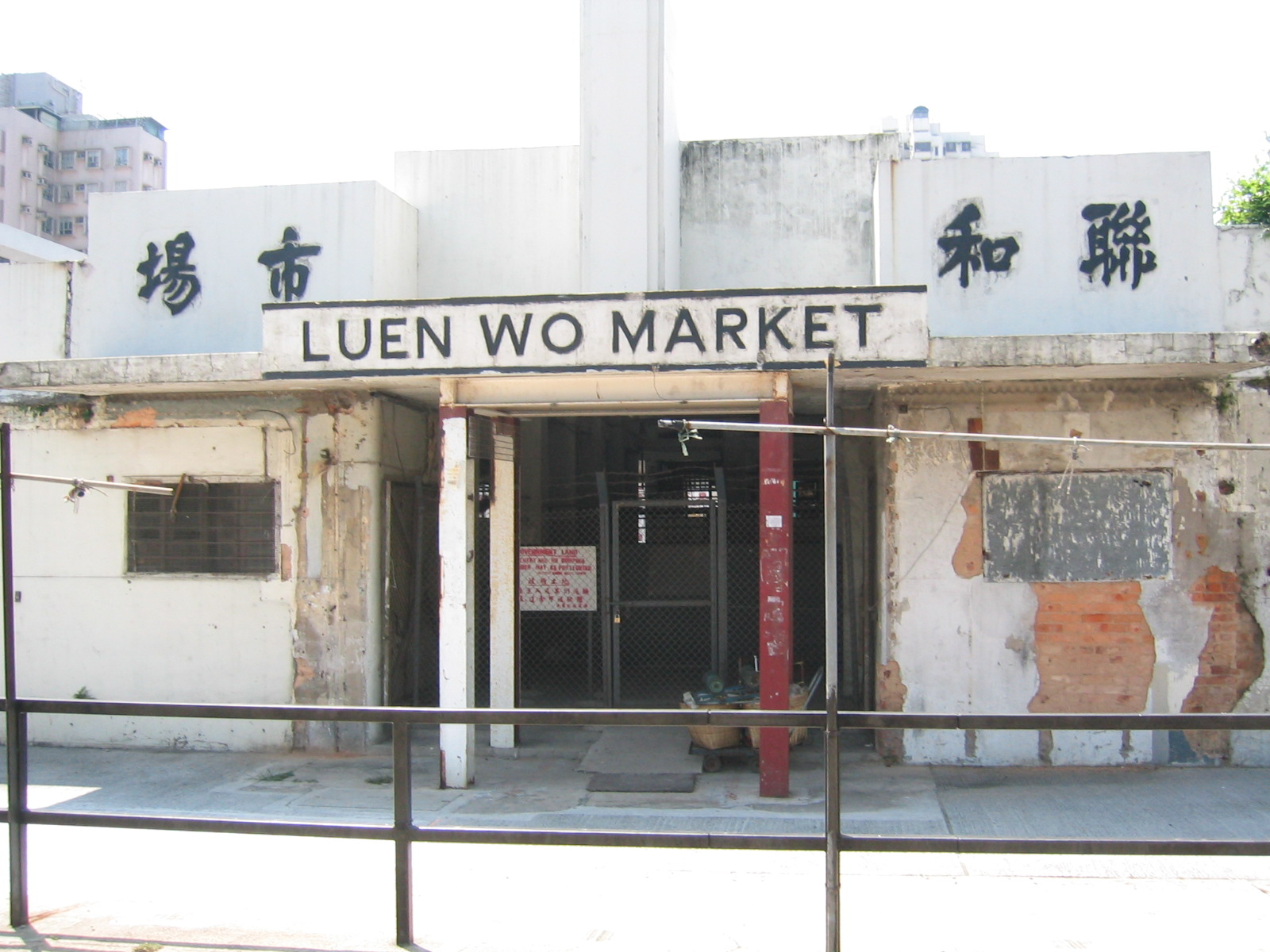
2002年に閉場した聯和市場

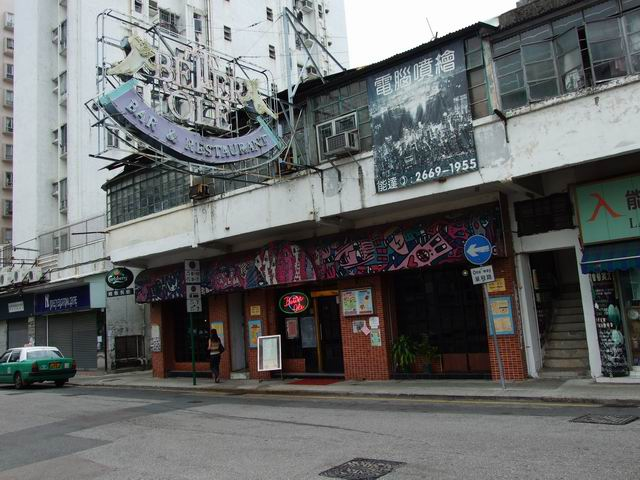
聯和墟にあった畢打奧餐庁

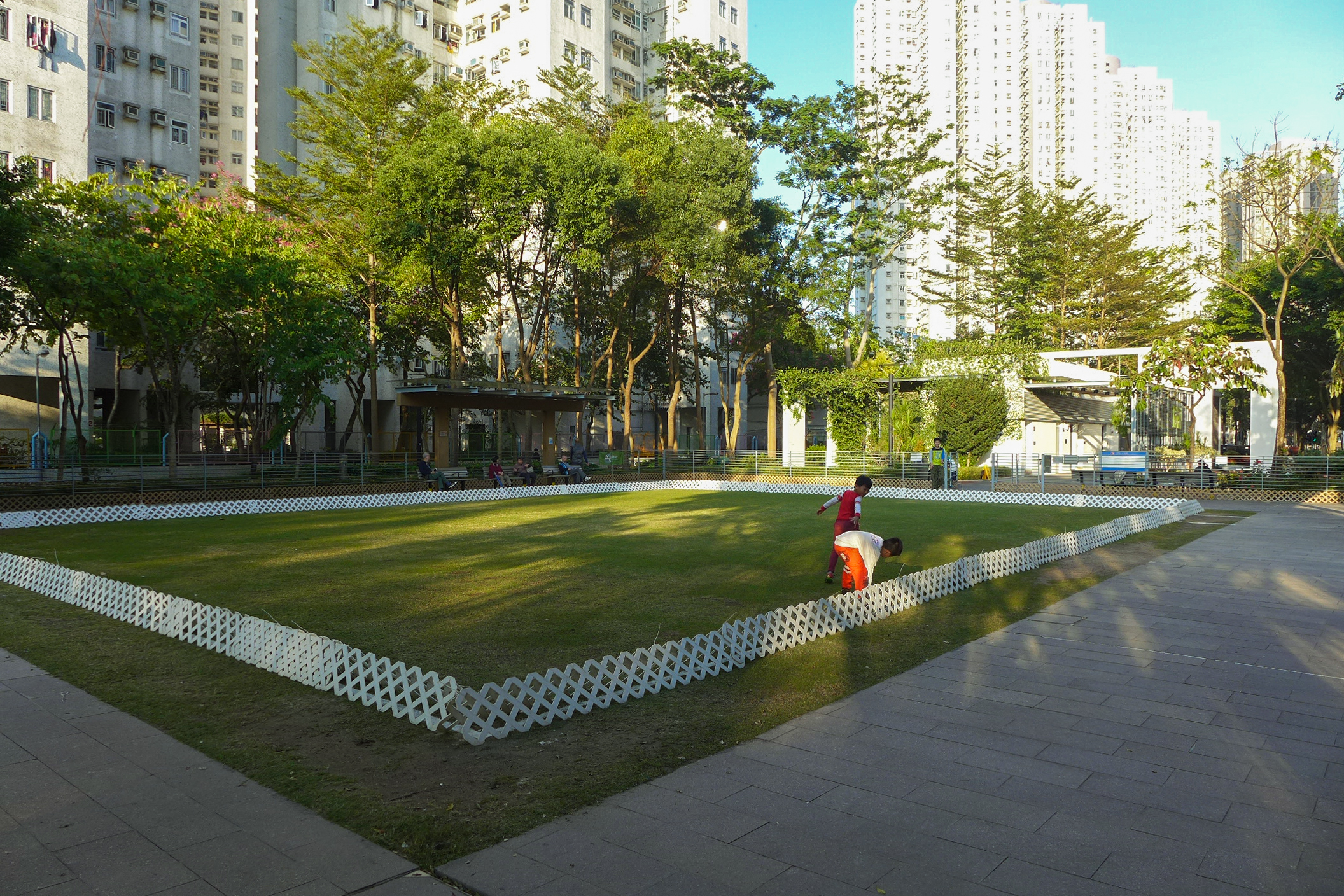
粉嶺楼路遊楽場

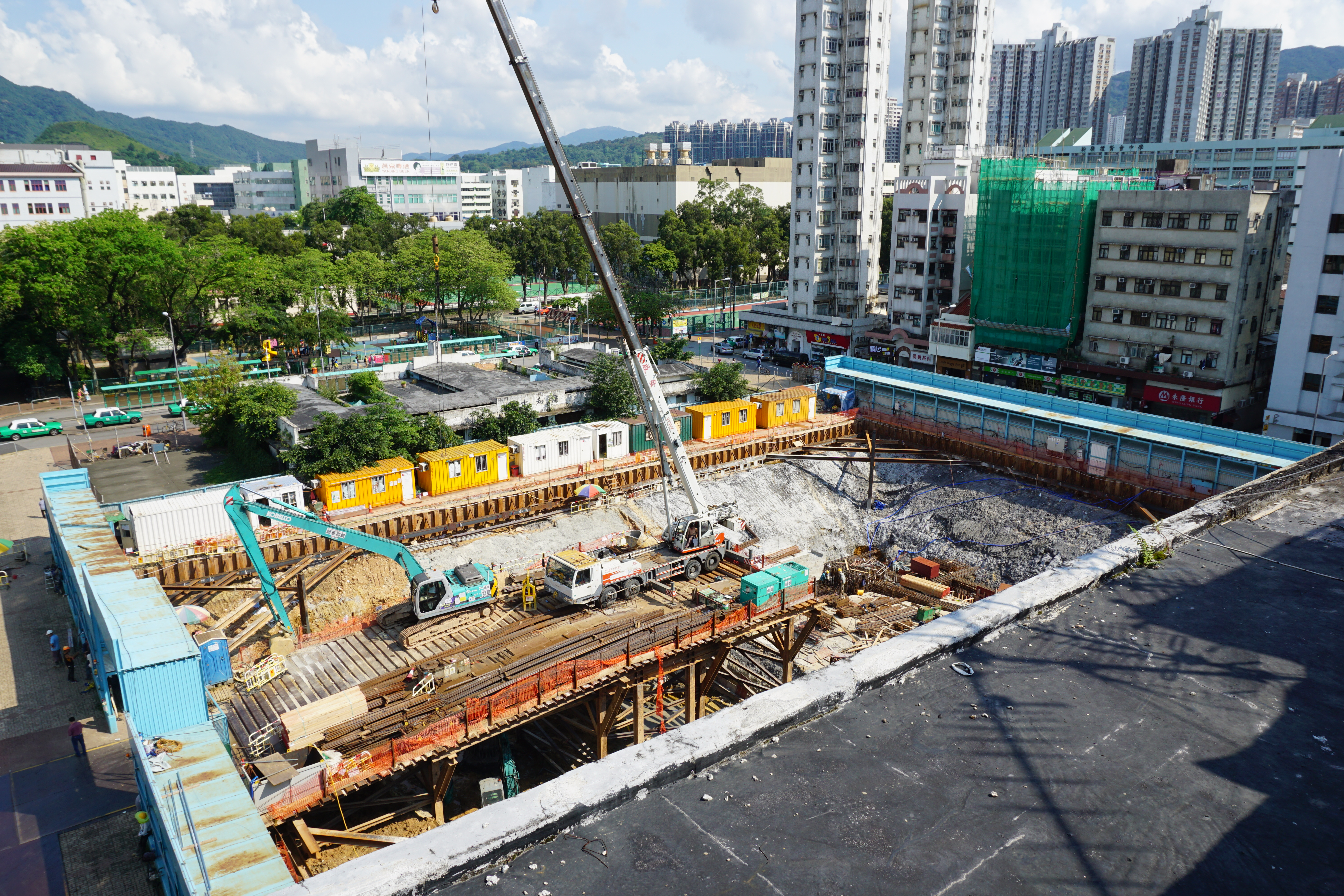
囍逸の建設工事（2016年）

聯和墟（れんわきょ、英語: Luen Wo Hui、イェール式広東語: Lyùhn Wòh Hēui）は香港新界北区粉嶺北部に位置する墟市（定期市から発展した市街地）である。この市街地の開発は、粉嶺地域の発展のマイルストーンとされている。政府統計処の2007年の統計によれば、聯和墟の人口は約21,335人である。聯和墟の近くには港鉄東鉄線の粉嶺駅があるほか（徒歩約10〜15分）、聯和墟は多くのバス・ミニバスの発着場となっており、新界東北部における交通の結節地点としても重要な地位を占めている。
聯和墟は戦後香港で最初に建設および計画された開発プロジェクトであり、現代的な屋根付きのマーケットである。周辺には複数の商住併用の建物が建ち並び、これが墟市繁栄の一因となっている。域内には聯和墟戯院、聯和市場、雅士餐庁、適雅餐庁など多くの歴史的建築や老舗が存在する。また、この地は粉嶺区郷事委員会の所在地でもあるなど、地域経済のみならず、地域政治上も重要な地点となっている。
聯和市場は2007年の香港映画『每当変幻時』のロケ地であり、映画の中では「富貴墟」として登場する。

## 地理

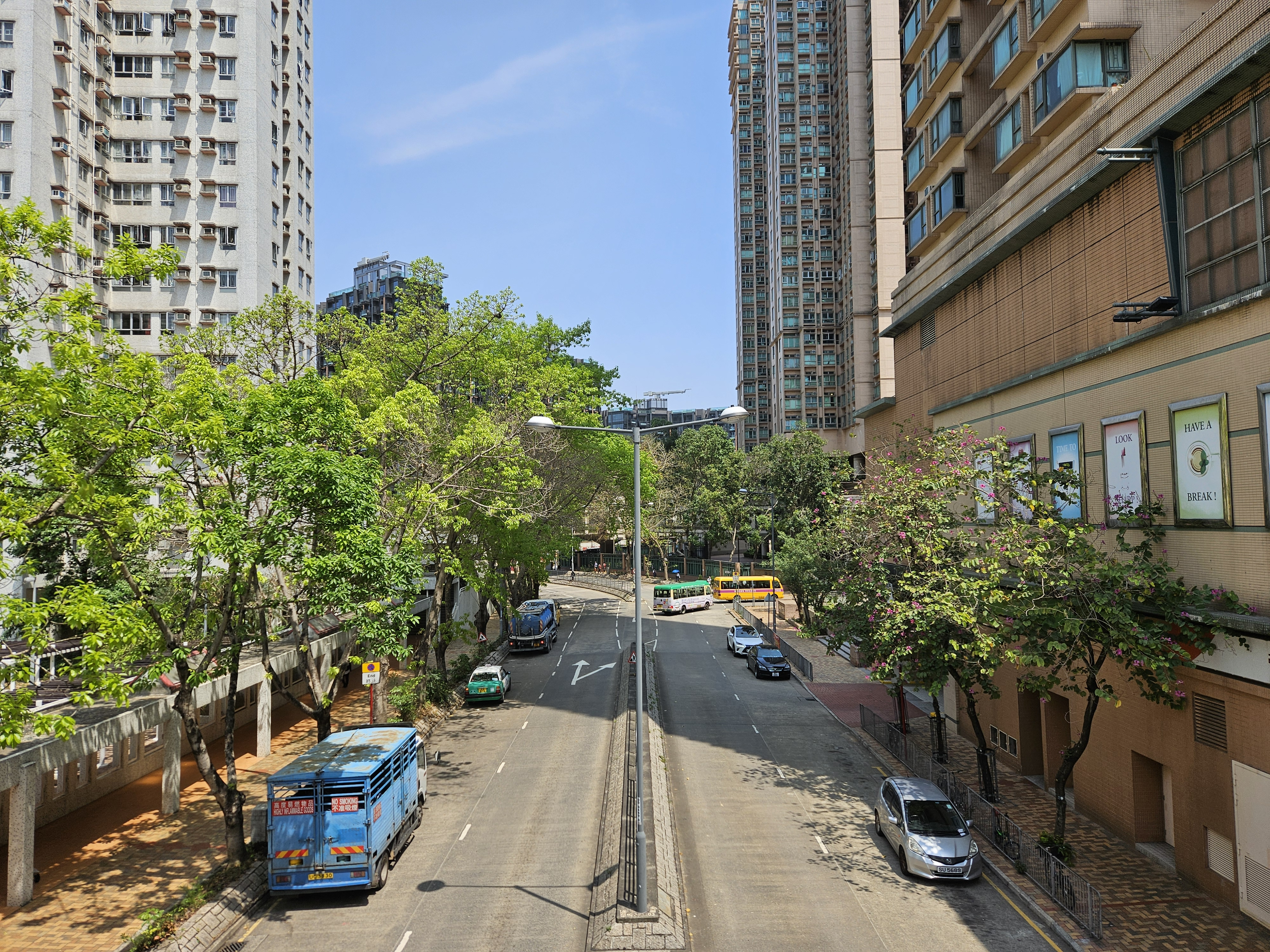
和泰街

聯和墟は粉嶺北部に位置し、粉嶺駅から徒歩約15分の距離にある。安楽村工業区とは通り一本を隔てて隣接している。内部は6本の通りで分けられており、それぞれ聯和道、和豊街、聯発街、聯興街、聯盛街、聯昌街である。

## 歴史
聯和墟は1949年10月、粉嶺・沙頭角・打鼓嶺および一部の大埔地区の村民によって資金を出し合い設立され、1951年に正式に市街地として建設された。当時の敷地面積は61万平方メートルで、建物の数は220軒から240軒にのぼった。中央には屋根付きと露天の市場があり、屋根付き市場（聯和市場）はコンクリート建築で、60のテナントが設けられ、内訳は肉売り場14、魚売り場12、野菜売り場12、干し魚売り場14、鶏・アヒル売り場2、牛肉売り場2、豆腐売り場2であった。露天部分には100以上の屋台が設置可能であった。市場の周囲には新式の2階建ての建物が立ち並び、90の店舗が設けられ、洋品・雑貨、米・機械精米、茶楼や食堂、写真現像、理髪店、旅館などがあり、後にはダンススクールや映画館も加わった。

### 建墟の背景
聯和墟の設立目的は主に上水の石湖墟との競争であった。それ以前、石湖墟は粉嶺および沙頭角、軍地、打鼓嶺一帯の村民が取引を行う市場であったが、墟主である上水廖氏による過剰な秤量徴収や、公秤の不正確さなどの問題があったため、粉嶺地区の村民は自身の利益を守るために新たな墟市を設立することとなった。

### 資金調達
1940年代、香港政庁は農村部の市場建設を奨励しており、1948年に地元の郷紳たちによって「聯和置業公司」が設立された。「聯和」という名称には、村々の「団結」や「和睦」の意味が込められている。会社の所在地は安楽村の瑞勝書楼で、1949年12月22日に有限公司として登録された。責任者は李仲荘（董事長）、馮奇焯（副董事長）、彭富華（総経理）、李毓棠（協理）、鄧勳臣および劉維香（司庫）であった。法定資本金は50万香港ドル、1株あたり10香港ドルで合計5万株が発行された。うち500株が「創業株（創辦股）」、49,500株が「普通株（普通股）」とされた。三度にわたり株式を募集し、最終的に21,918株が発行され、2,191,800香港ドルが調達された。「創業株」は粉嶺、打鼓嶺、沙頭角および大埔頭の村々によって引き受けられ、「普通株」は個人、祖堂または会社によって購入された。

### 開発と変遷
1951年1月20日、総額200万香港ドルを費やして建設された聯和墟が正式に開業した。開業当初の墟期（市日）は1日、4日、7日と定められ、これは石湖墟とまったく同じであった。後に取引活動の増加に伴って市日は次第に廃止され、毎日営業するようになった。未明には農民が市場前の空き地で新鮮に収穫した野菜を販売し、これは「天光墟」と呼ばれた。
市場や商店のほか、1952年には市場背後に聯和新村が建設され、白い外壁を持つ約100軒の住宅が一棟にリビングと2部屋という構成で公開販売された。この建物は地元では「白屋仔」と呼ばれていた。
戦後に設立された聯和墟は、近隣に英軍騎兵隊が駐屯する皇后山軍営があったため、イギリス式のパブ街が形成され、雅士餐庁などの多くの洋食レストランも開業した。軍営内の英籍・華籍兵士に奉仕することを目的として1953年には粉嶺聖若瑟堂が創立され、さらに1959年には教会が経営する宝血会培霊学校も開設された。
第二次国共内戦後、国民政府は台湾へ移ったが、依然として多くの関係者が香港で諜報活動を行っており、その中には聯和墟や軍地一帯で多くの建設を行った者もいた。北区には中国共産党を避けて南下してきた住民が多く住んでいたため、戦後は双十節（10月10日）のたびに聯和墟では青天白日満地紅旗が掲げられ、「武昌楼」と呼ばれる大型の牌楼を建てて祝賀しており、こうした光景は1996年10月の返還前まで見られた。
1980年代末、30年以上使用されてきた天光墟は隣接する龍躍頭安居街の北区臨時農産品批発市場に移転された。1990年代には聯和新村が買収・取り壊され、2棟のビルと大型ショッピングモールとして再開発された。かつての2階建ての建物も多層ビルへと建て替えられ、さまざまな業種の店舗が次々と入居した。356の空調付きの屋台とフードコートを備えた公営の新街市も2002年7月1日から稼働を開始し、聯和市場は同年9月26日に運営を終了し、50年以上にわたる歴史的役割を終えた。2010年、旧聯和市場は古物諮詢委員会より三級歴史建築として認定された。
2014年、民建聯は聯和墟・大埔墟・石湖墟の活性化方法を研究し、聯和市場を文創産業の展示販売センターとして活用することを提案した。また、市場の隣に屋根付きの野外劇場を建設して地域の新たなランドマークとし、その背後のエリアは緑化してフリーマーケットとする構想も打ち出された。 
2014年、信和置業は7億3000万香港ドルで聯和市場後方の限定用途用地を取得し、2016年に「囍逸」と命名された。296戸の住宅ユニットが設けられ、基部には2層構造の商業施設「28墟」が設置されている。
旧聯和市場は2016年より歴史建築活用パートナーシップ計画第五期の対象として、その活用が図られるようになった。活用計画は香港路徳会社会服務処が策定・実行し、2017年より修復作業が進められ、2024年に「聯和巿場 - 城郷生活館」として正式に開館した。

### ショッピングセンターと歩道橋ネットワーク
聯和墟は1980年代以降、周辺に多数の中高層住宅団地が建設され、これらの団地は多くがショッピングセンターを併設している。以下は区域内の主な商業施設である：
- 海聯広場
- 栄輝商場
- 栄福商場（中国語版）
- 帝庭軒商場
- 緑悠軒商場（中国語版）
- 逸峯広場（中国語版）
- 28墟（中国語版）

この地域には歩道橋ネットワークが整備されており、聯和墟バスターミナル上部にある帝庭軒ショッピングモールを中心に、緑悠軒商場、聯和墟市政大廈、逸峯広場、榮福商場と接続されている。

### 建築物
- 聯和市場（中国語版） - 2002年閉鎖、2024年からリノベーション
- 粉嶺戯院（中国語版） - 2018年解体
- 粉嶺区郷事委員会
- 適雅餐庁（中国語版）（英語: Better 'Ole Bar & Restaurant、別名: 畢打奧） - 1947年に粉嶺駅前に開業。1982年に本店が聯和墟に移転後、2007年に閉店。2024年に再度聯和墟に出店
- 雅士餐庁
- 粉嶺聖若瑟堂（中国語版） - 2024年に増築工事完了

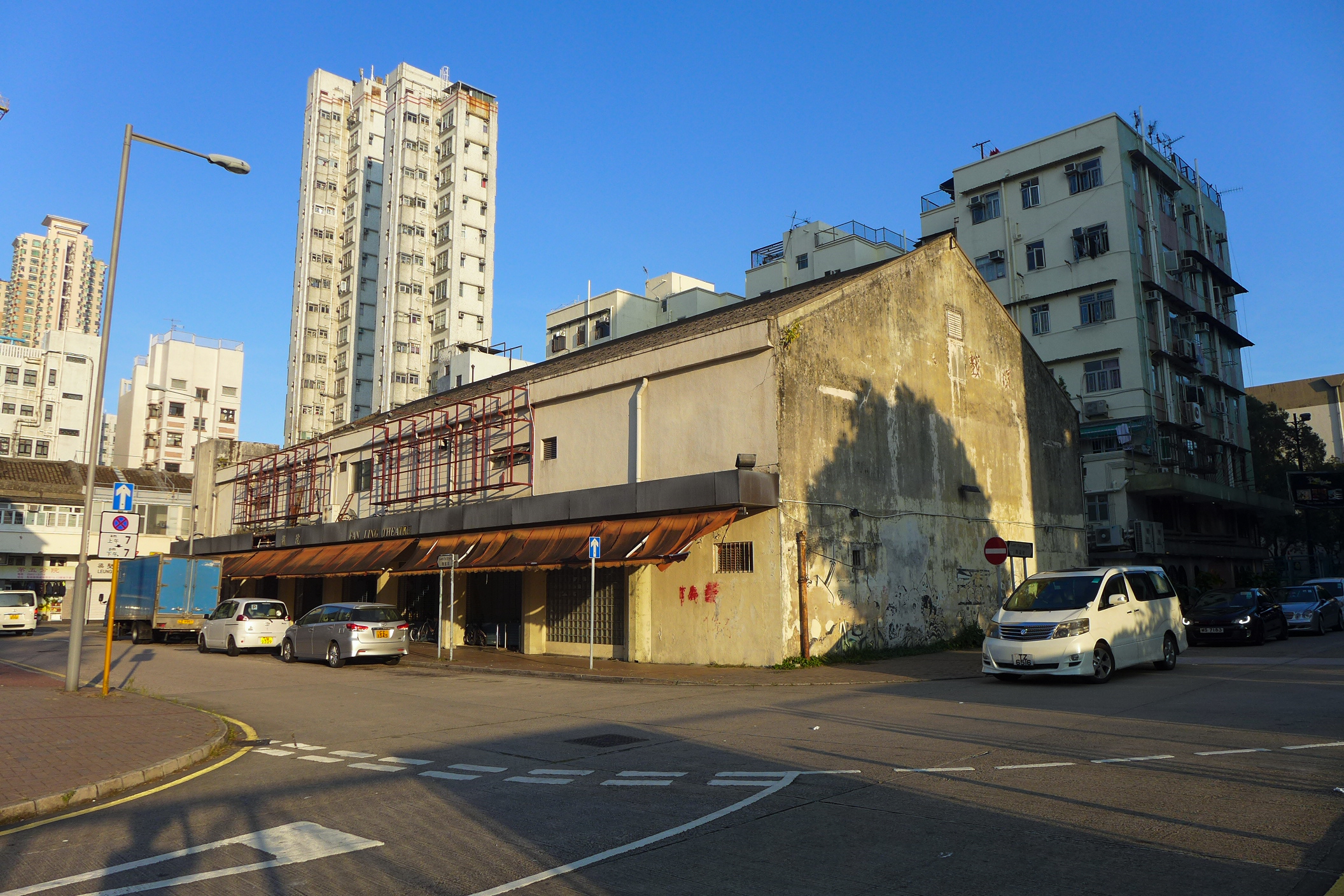
粉嶺戯院 (解体済)
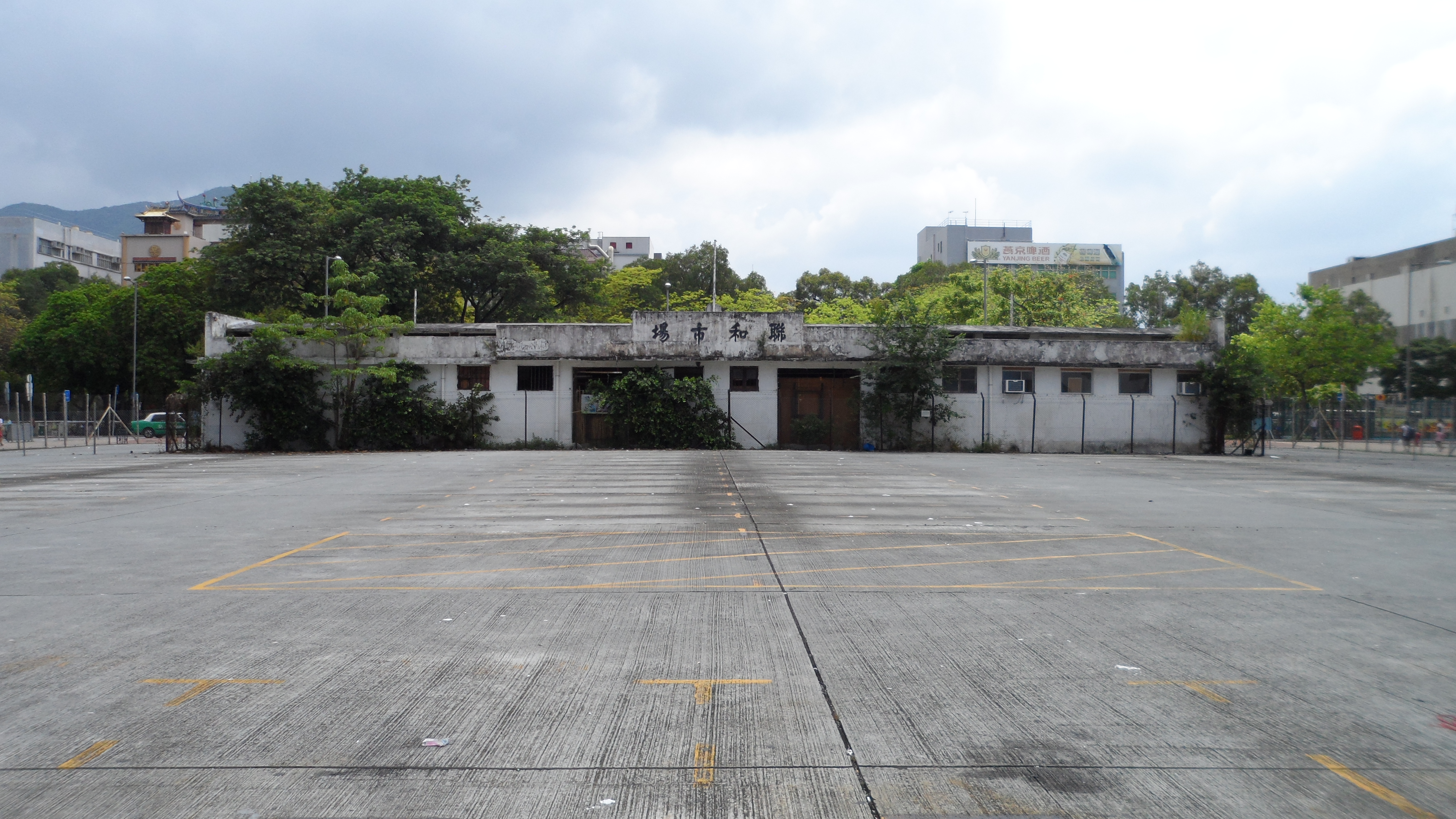
聯和市場
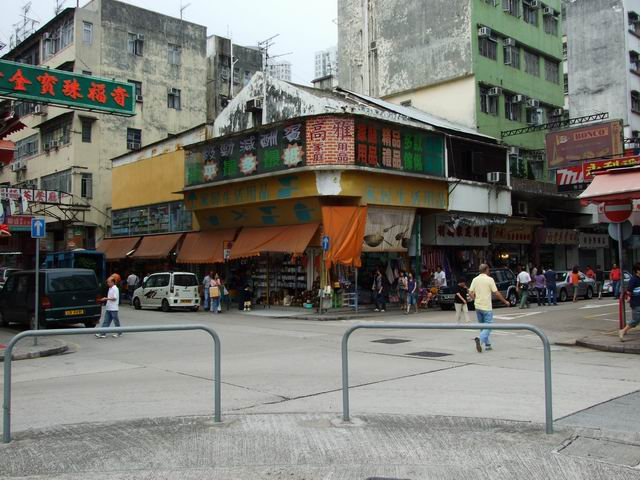
2階建ての古建築
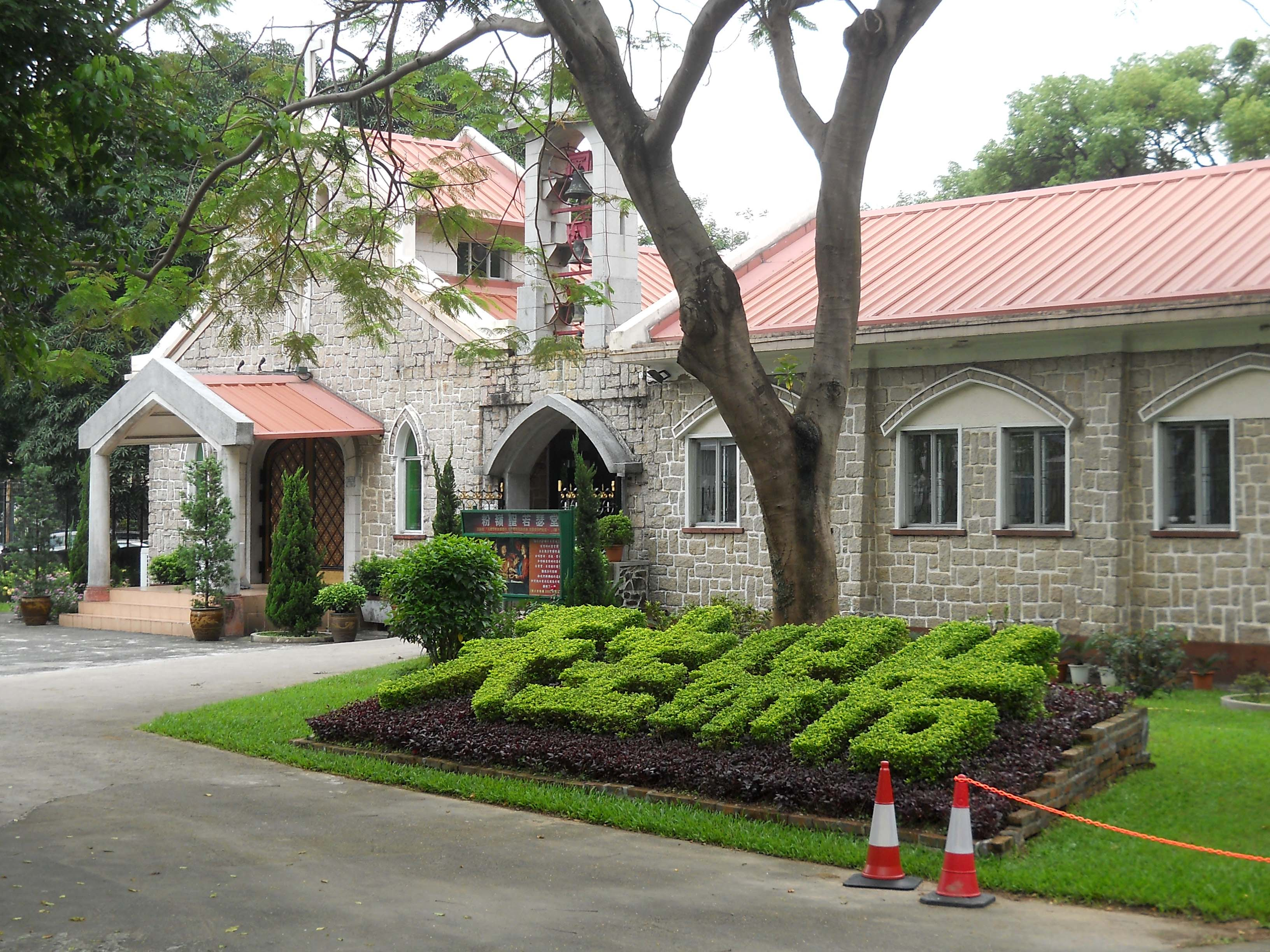
粉嶺聖若瑟堂

## 区議会議席分布
比較を容易にするため、以下の一覧は主に沙頭角公路の北西側、馬適路の南側、粉嶺楼路の東側を範囲としている。
| 年度/範囲                                    | 2000-2003  | 2004-2007  | 2008-2011  | 2012-2015  | 2016-2019  | 2020-2023  | 2024-2027  |
| -------------------------------------------- | ---------- | ---------- | ---------- | ---------- | ---------- | ---------- | ---------- |
| 聯和墟唐楼群                                 | 聯和墟選区 | 聯和墟選区 | 聯和墟選区 | 聯和墟選区 | 聯和墟選区 | 聯和墟選区 | 蝴蝶山選区 |
| 栄福中心、栄輝中心、海聯広場、帝庭軒、御庭軒 | 聯和墟選区 | 聯和墟選区 | 聯和墟選区 | 聯和墟選区 | 聯和墟選区 | 聯和墟選区 | 蝴蝶山選区 |
| 瓏山1號（聯興街39號）                        | 聯和墟選区 | 聯和墟選区 | 聯和墟選区 | 聯和墟選区 | 聯和墟選区 | 粉嶺市選区 | 蝴蝶山選区 |
| 綠悠軒及逸峯（馬適路1號）                    | 粉嶺市選区 | 皇后山選区 | 皇后山選区 | 天平東選区 | 天平東選区 | 天平東選区 | 紅花嶺選区 |

## 大型集合分譲住宅

### 私人機構參建居屋
- 栄福中心（中国語版）
- 栄輝中心（中国語版）

### 政府宿舍
- 芬園（中国語版）

### 私人屋苑
- 粉嶺花園
- 海聯広場
- 緑悠軒（中国語版）
- 帝庭軒
- 御庭軒
- 逸峯（中国語版）
- 瓏山一号（中国語版）
- 囍逸（中国語版）

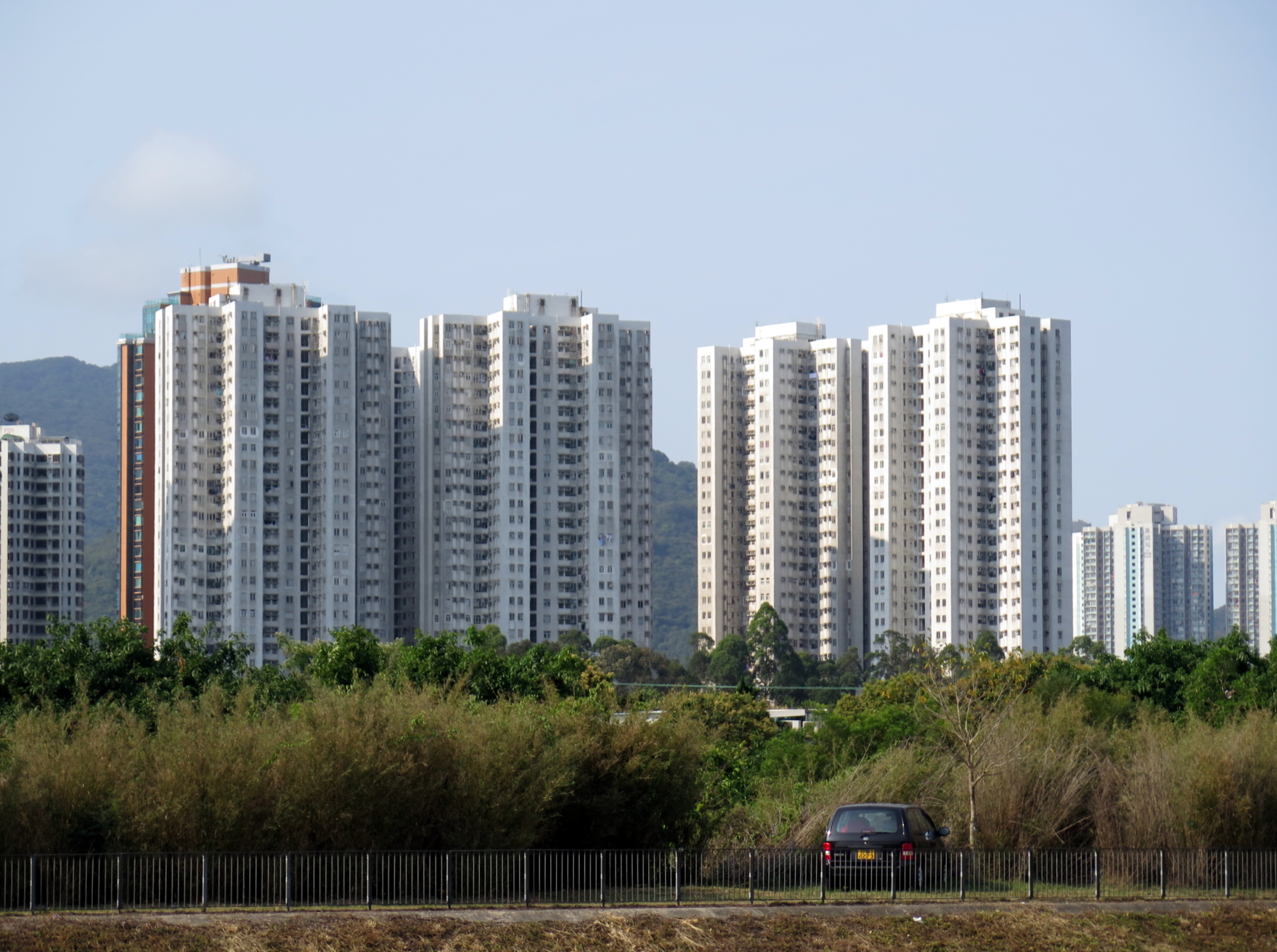
栄福中心
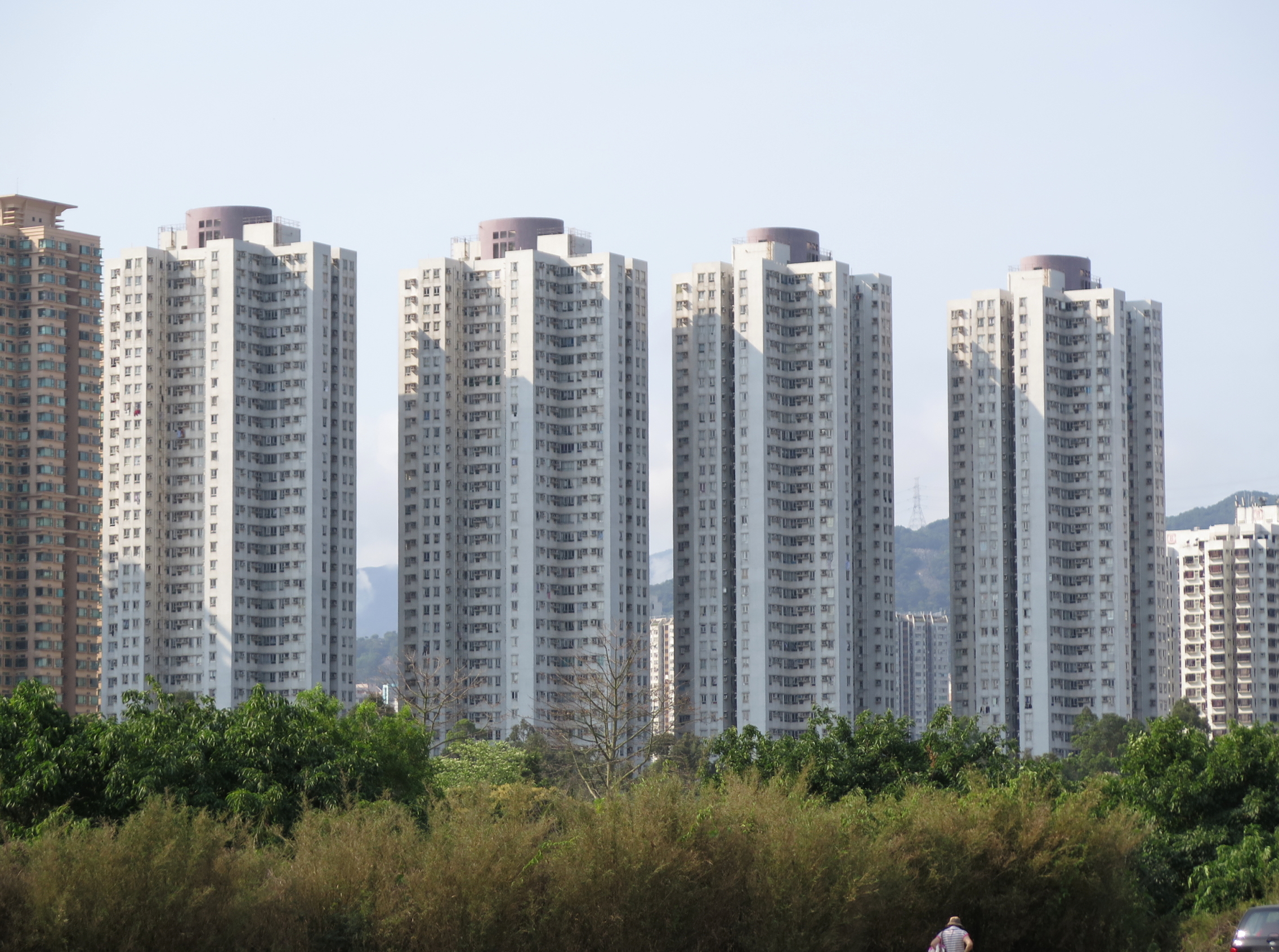
栄輝中心
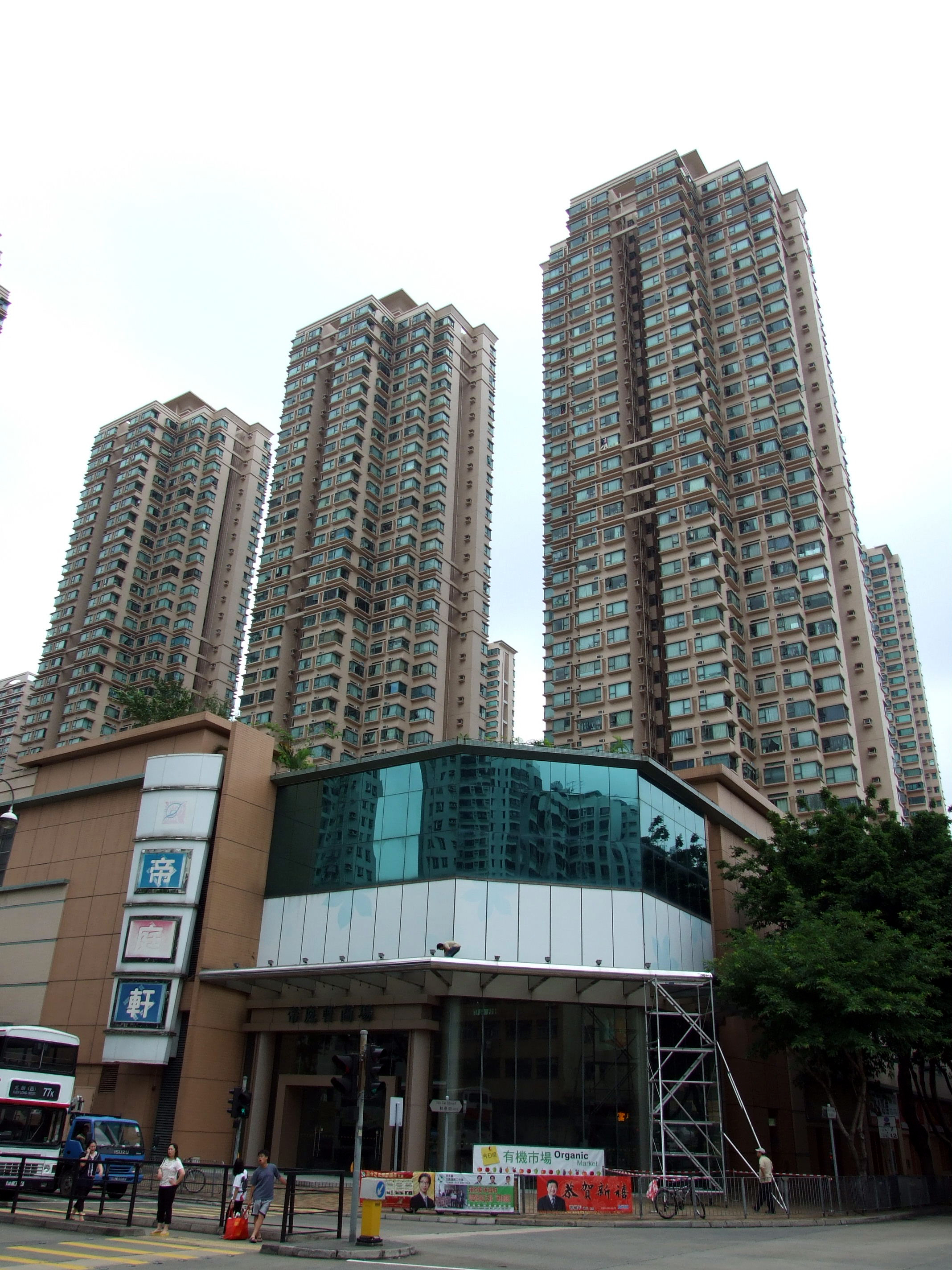
帝庭軒
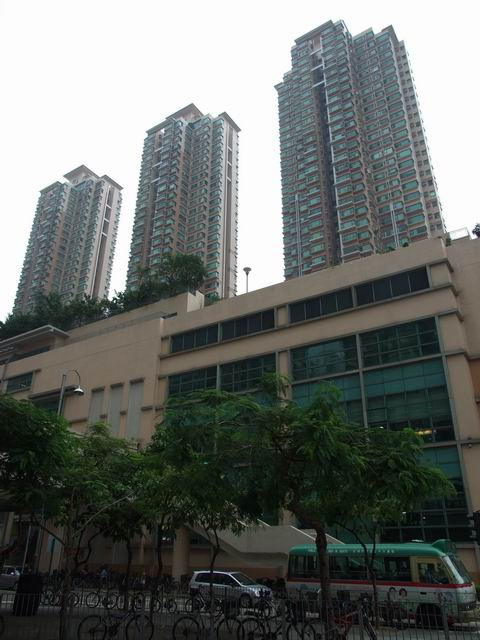
御庭軒
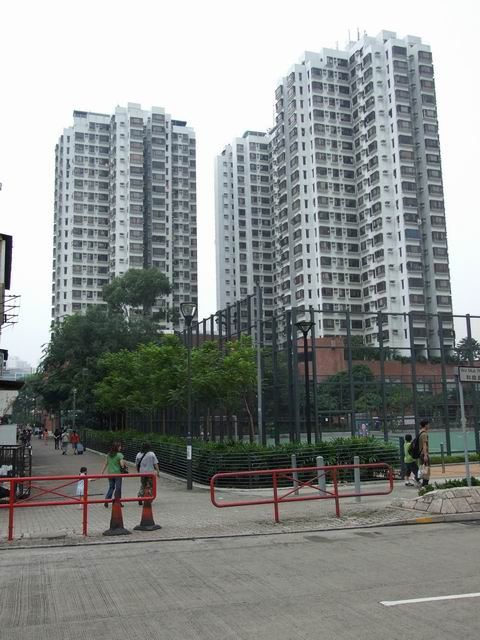
海聯広場
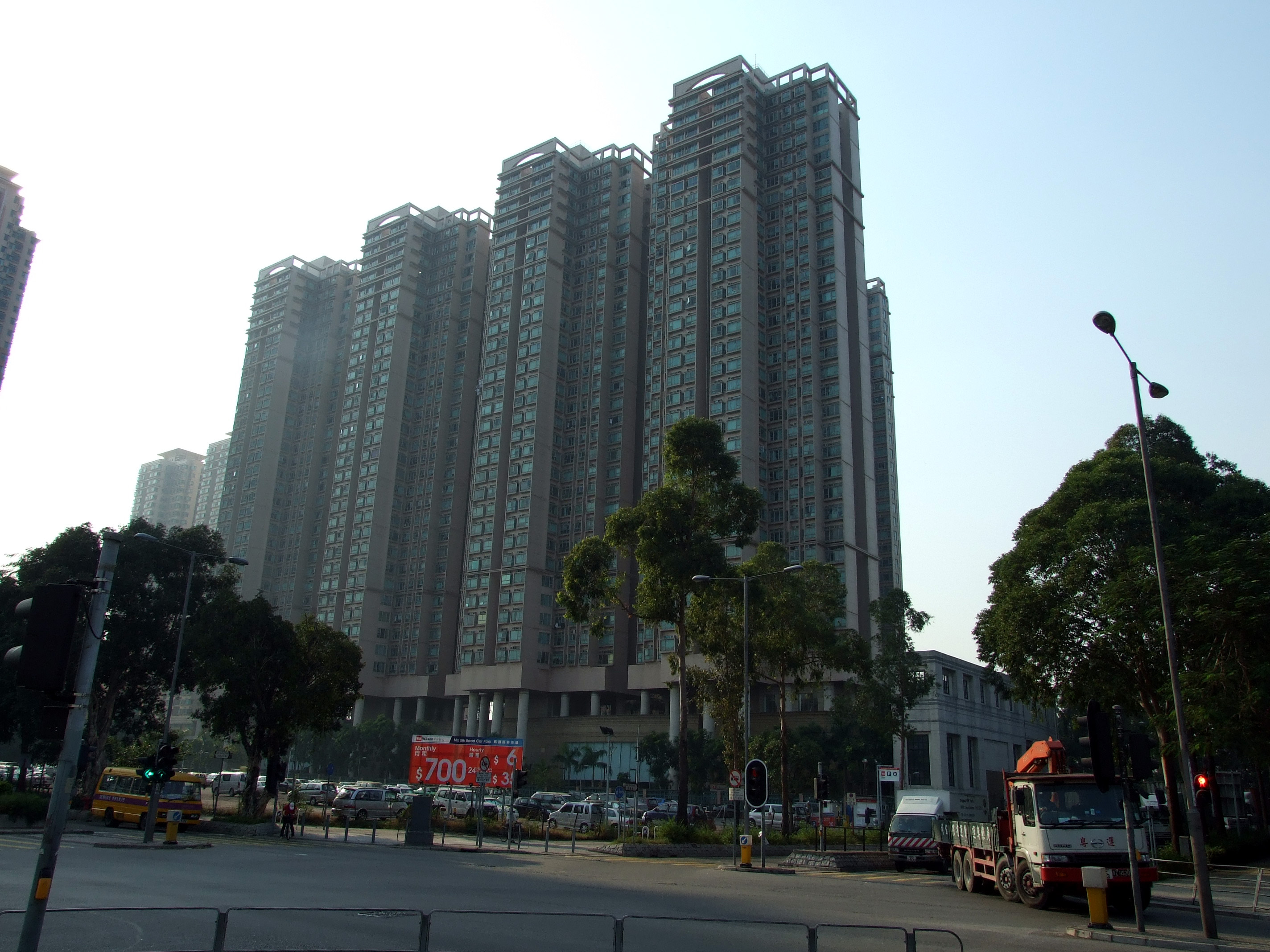
緑悠軒
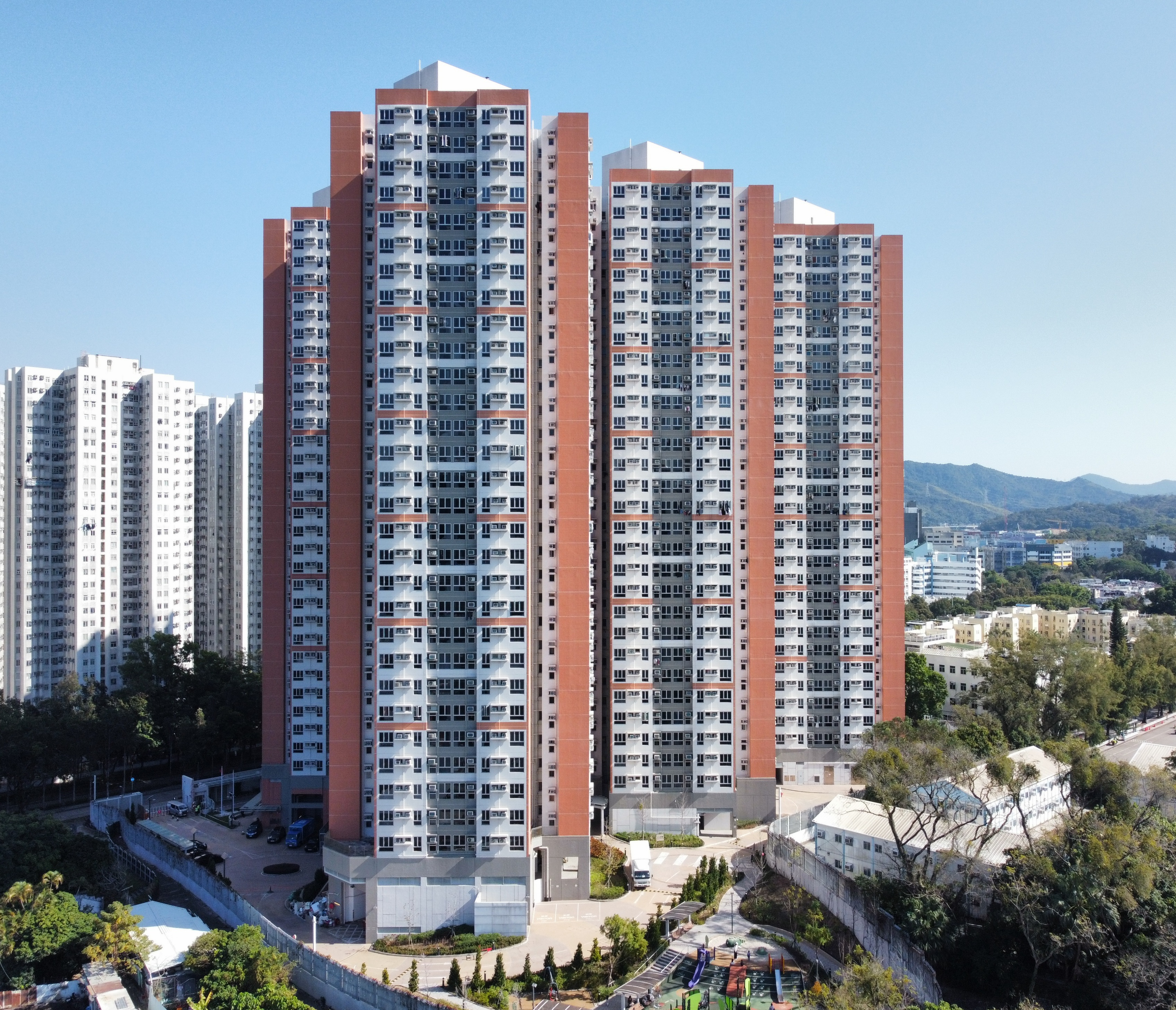
芬園

## コミュニティ施設
聯和墟の大部分のコミュニティ施設は聯和墟市政大廈に設置されており、ビル内には聯和墟コミュニティホール、街市、熟食中心、粉嶺公共図書館および聯和墟体育館がある。
- 粉嶺聯和墟球場 (聯和道)
- 粉嶺和睦路球場 (和睦路)
- 粉嶺安楽村遊楽場

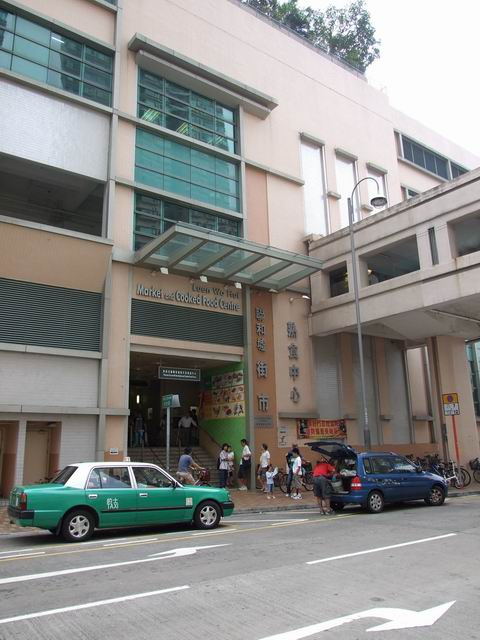
聯和墟街市
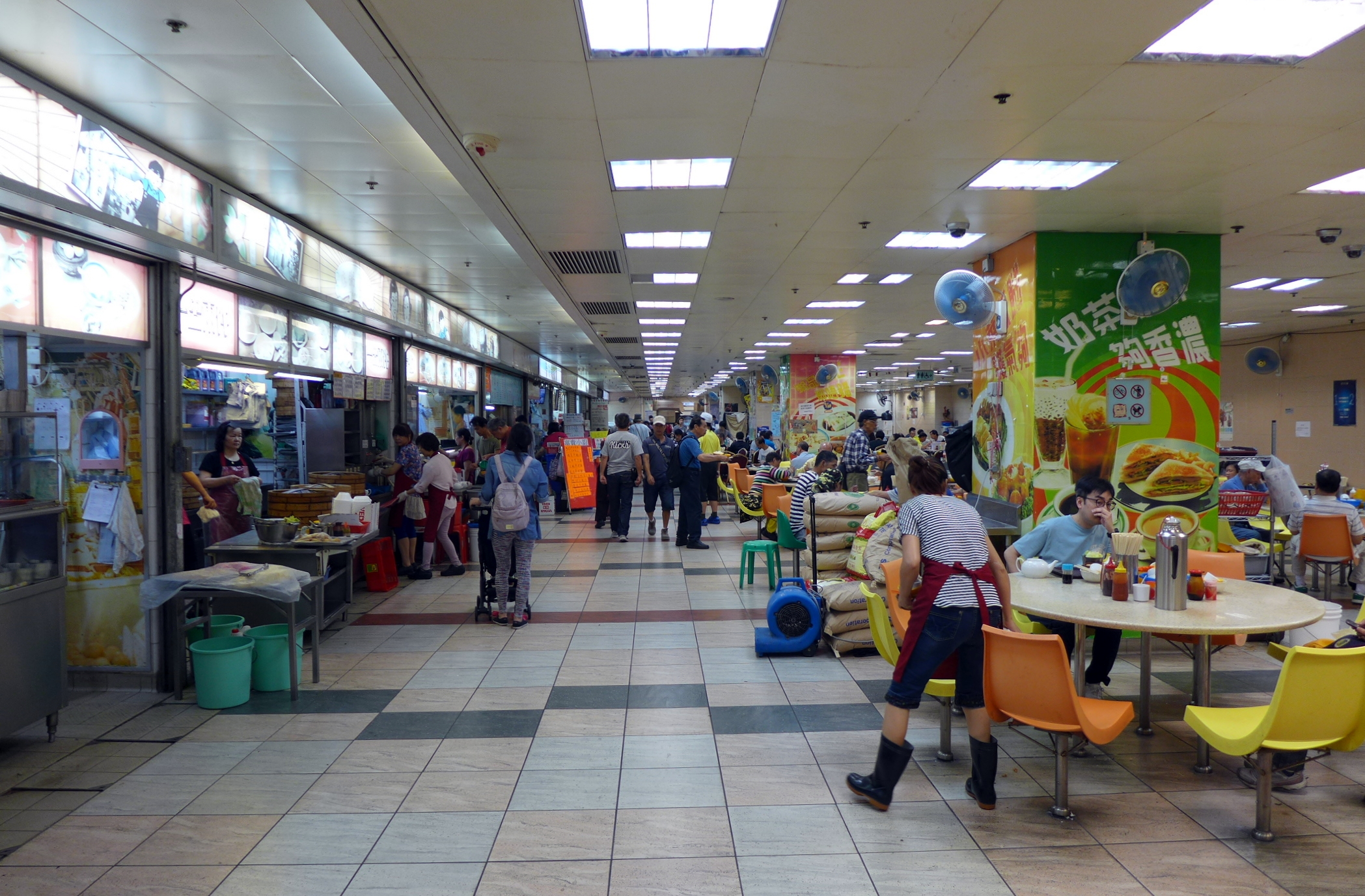
聯和墟街市熟食中心
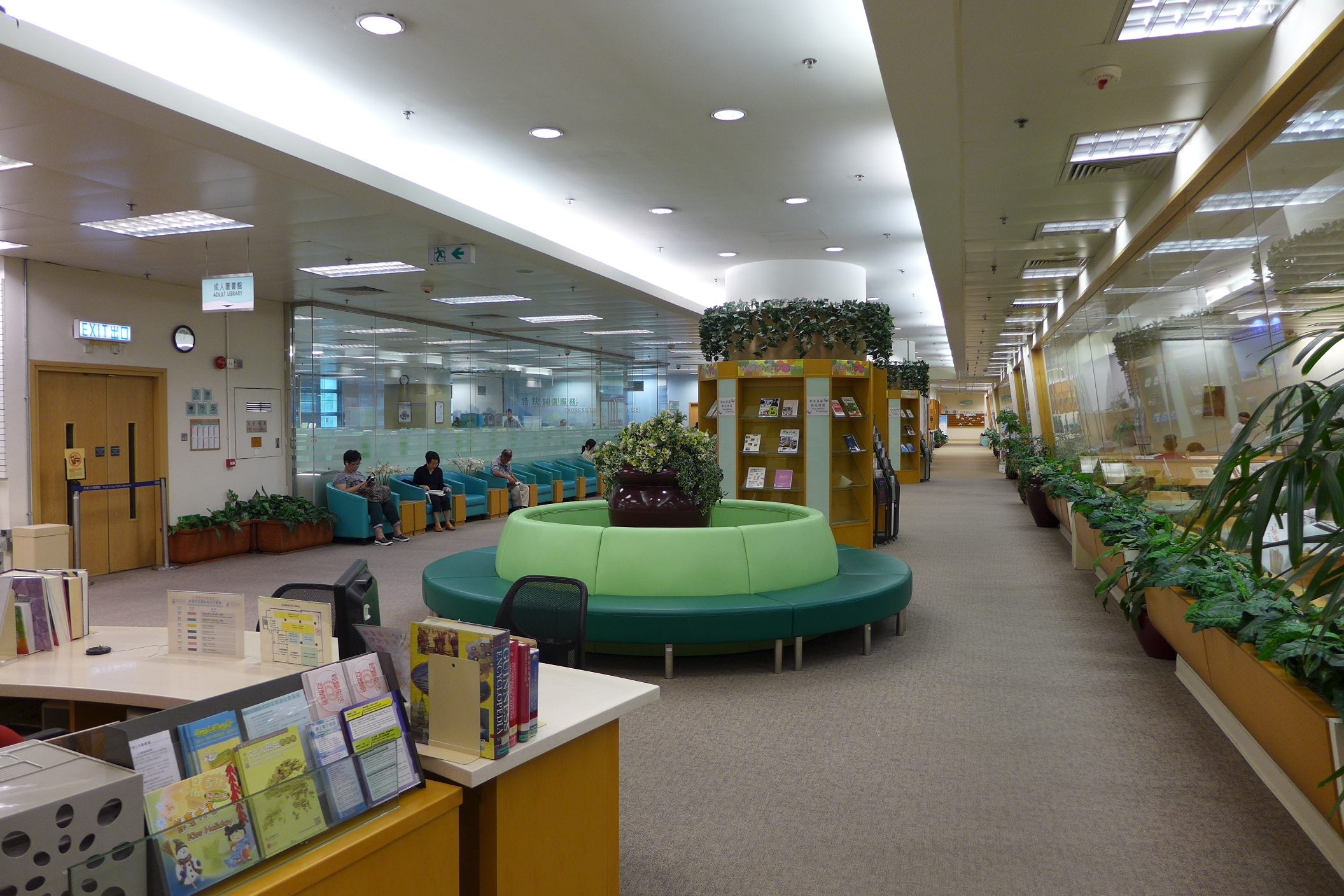
粉嶺公共図書館
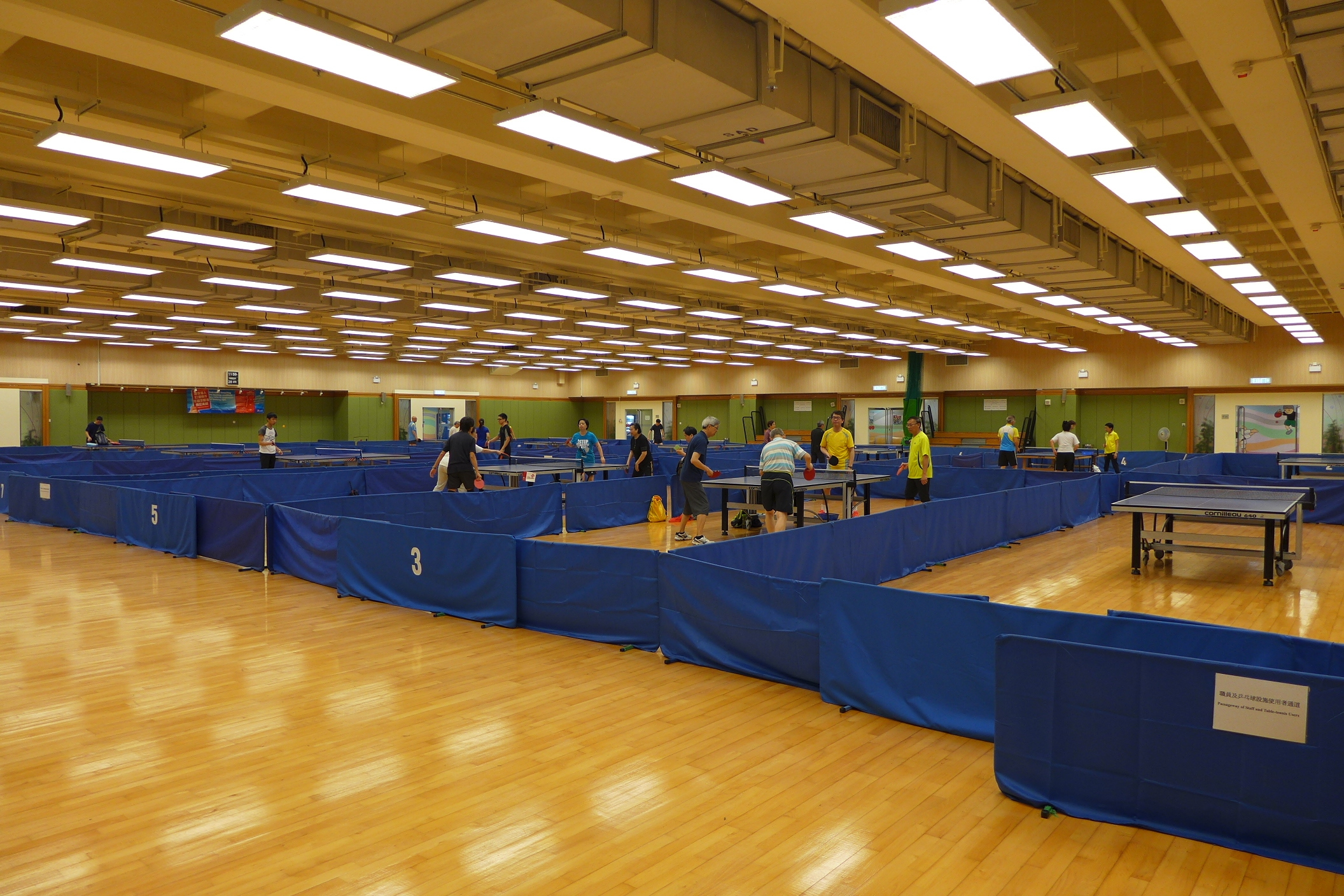
聯和墟体育館
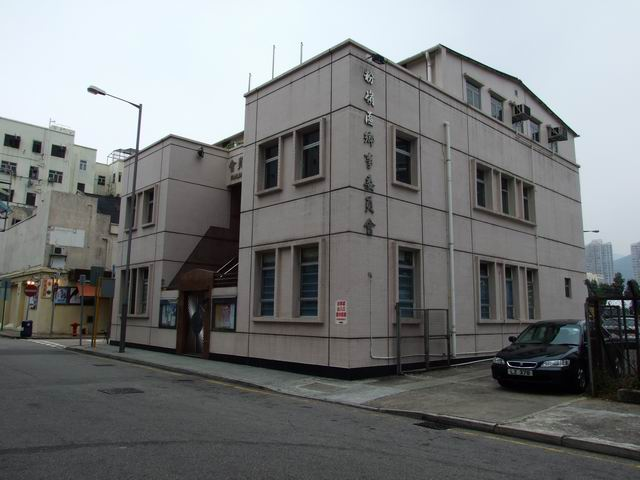
粉嶺区郷事委員会

## 基礎教育

### 中学
- 粉嶺礼賢会中学（中国語版）
- 香海正覚蓮社仏教馬錦燦紀念英文中学（中国語版）

### 小学

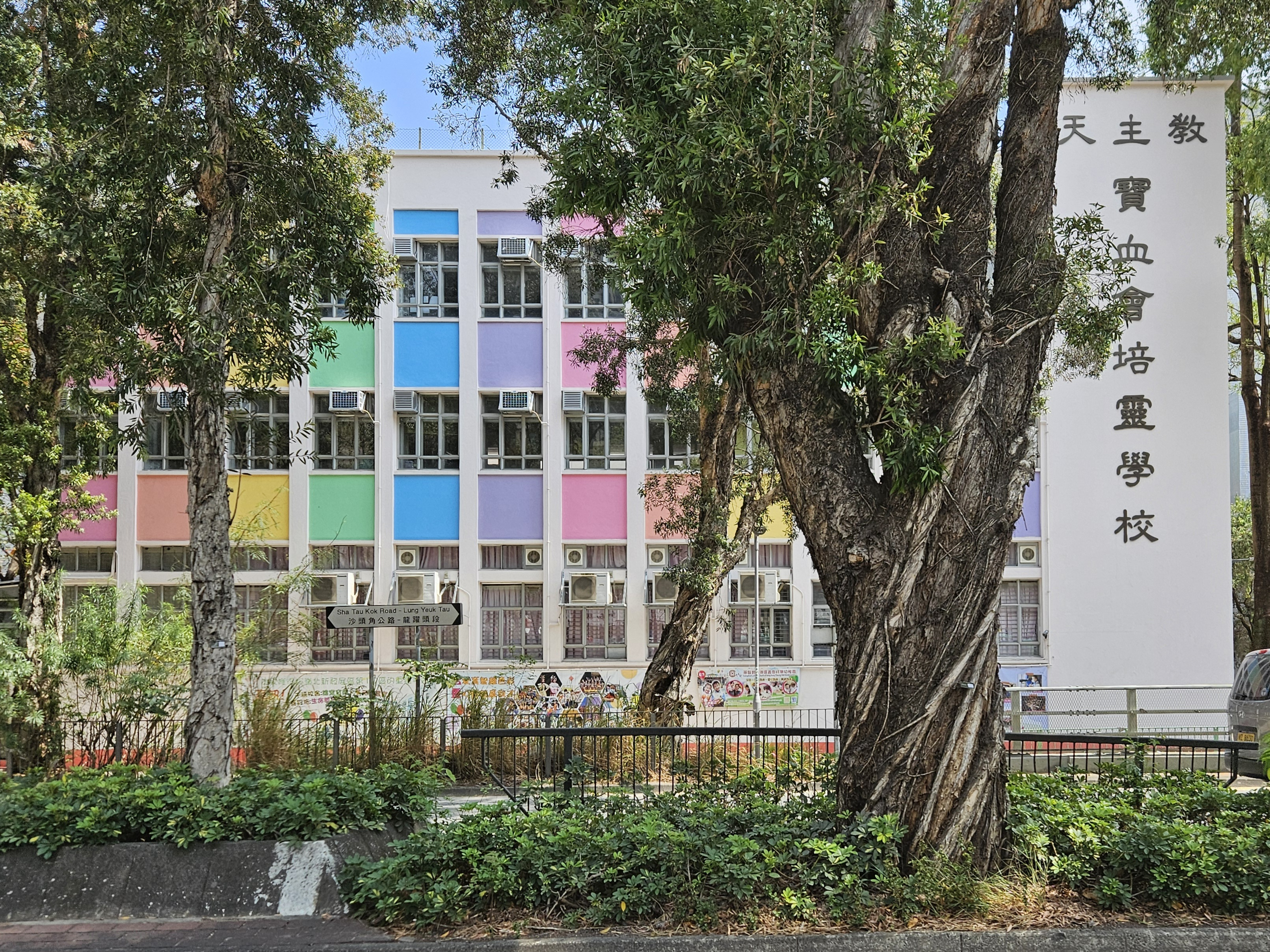
宝血会培霊学校
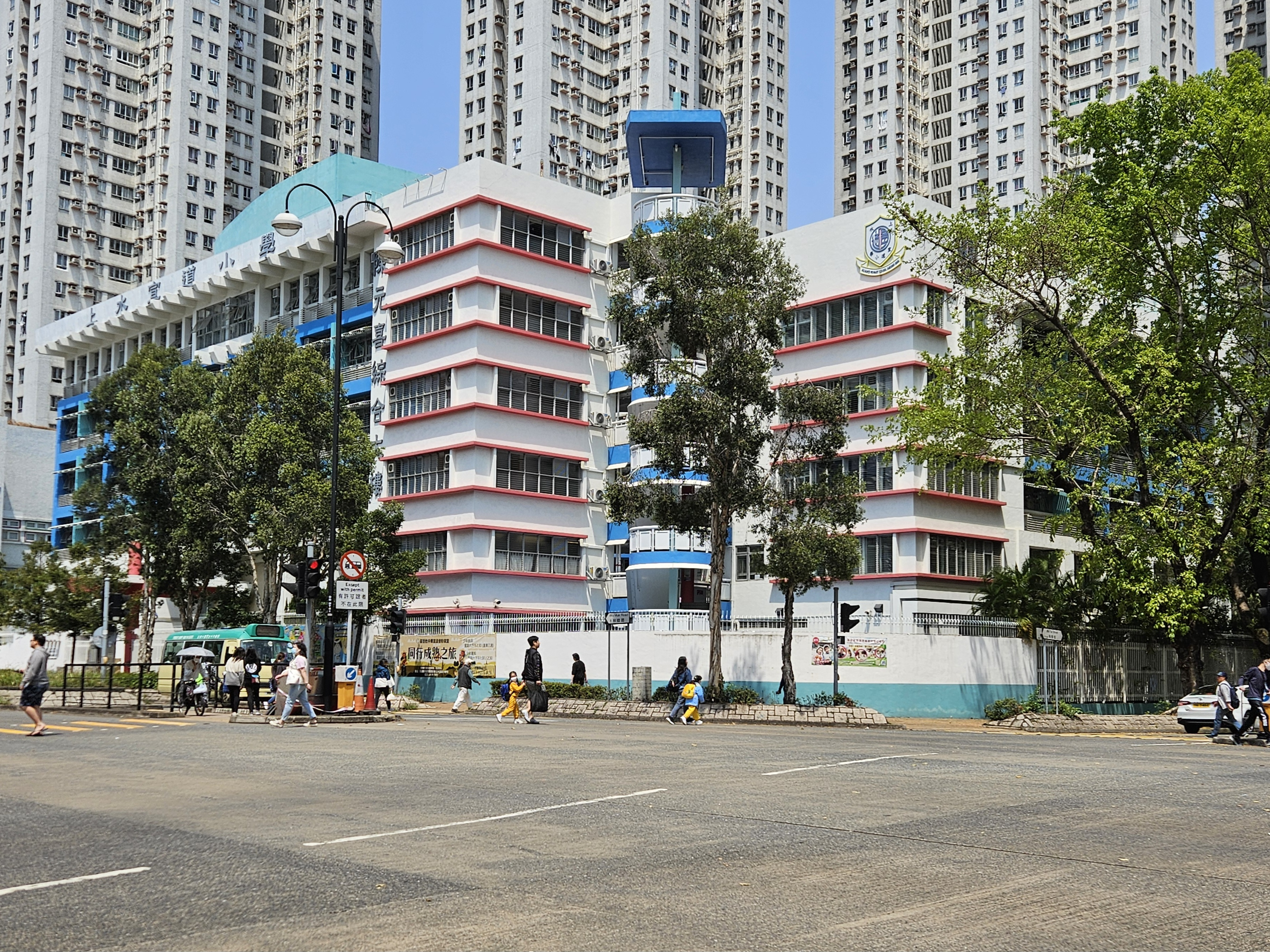
上水宣道小学
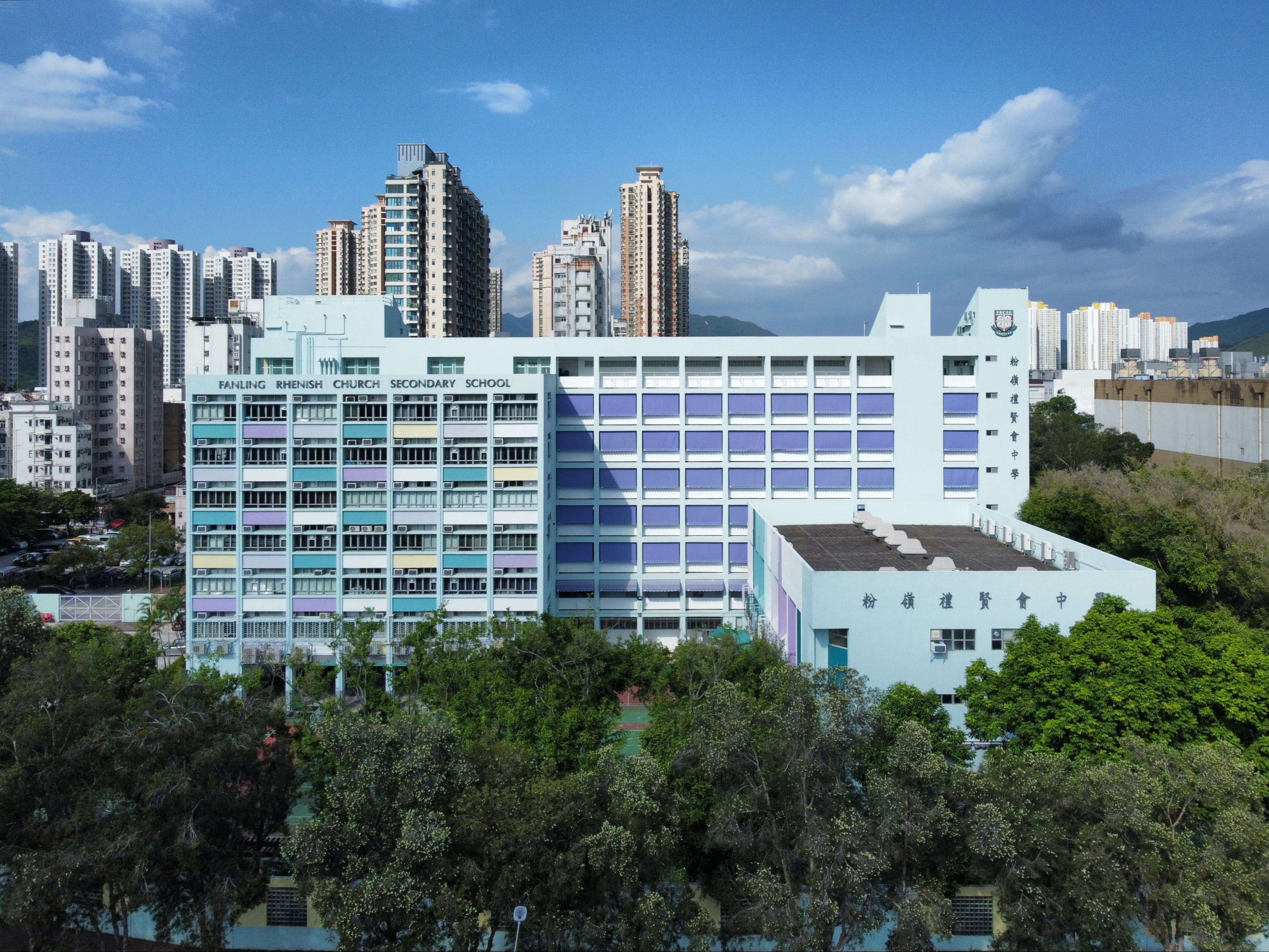
粉嶺礼賢会中学
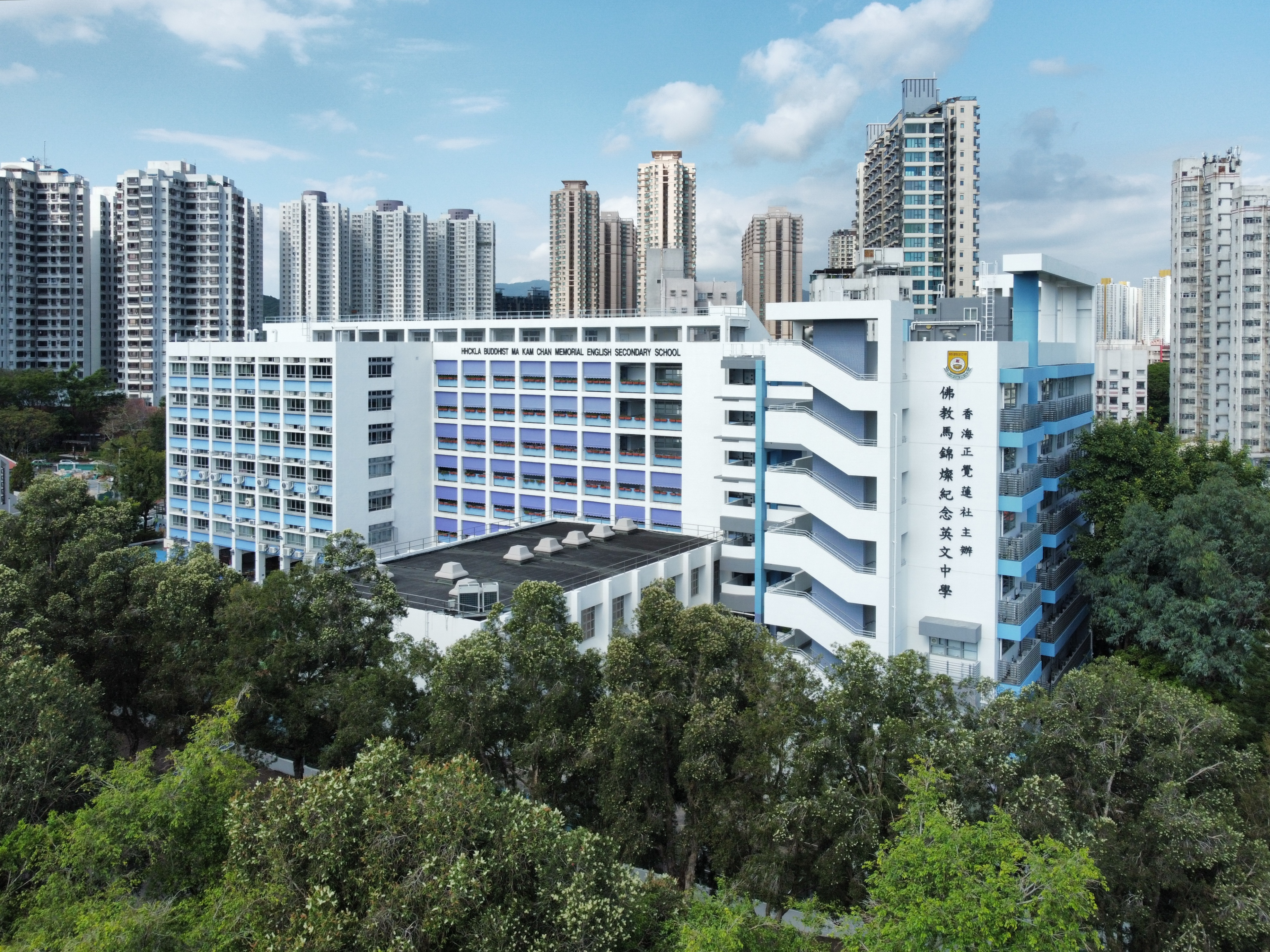
香海正覚蓮社仏教馬錦燦紀念英文中学

- 宝血会培霊学校
- 上水宣道小学
- 粉嶺礼賢会中学
- 香海正覚蓮社仏教馬錦燦紀念英文中学

## 交通
- 主要交通幹道：沙頭角公路（中国語版）（龍躍頭段）
- 主要公共運輸交匯處：聯和墟バスターミナル（中国語版）および屋外のミニバスターミナル

## 映像作品
- 焚城
- 每當變幻時